# فيلكوفي
فيلكوفي (بالأوكرانية: Вилкове)‏ هي مدينة في مقاطعة أوديسكا في أوكرانيا.

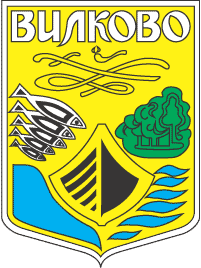
شعار المدينة

يبلغ عدد سكانها حوالي 8570 نسمة.

## معرض صور

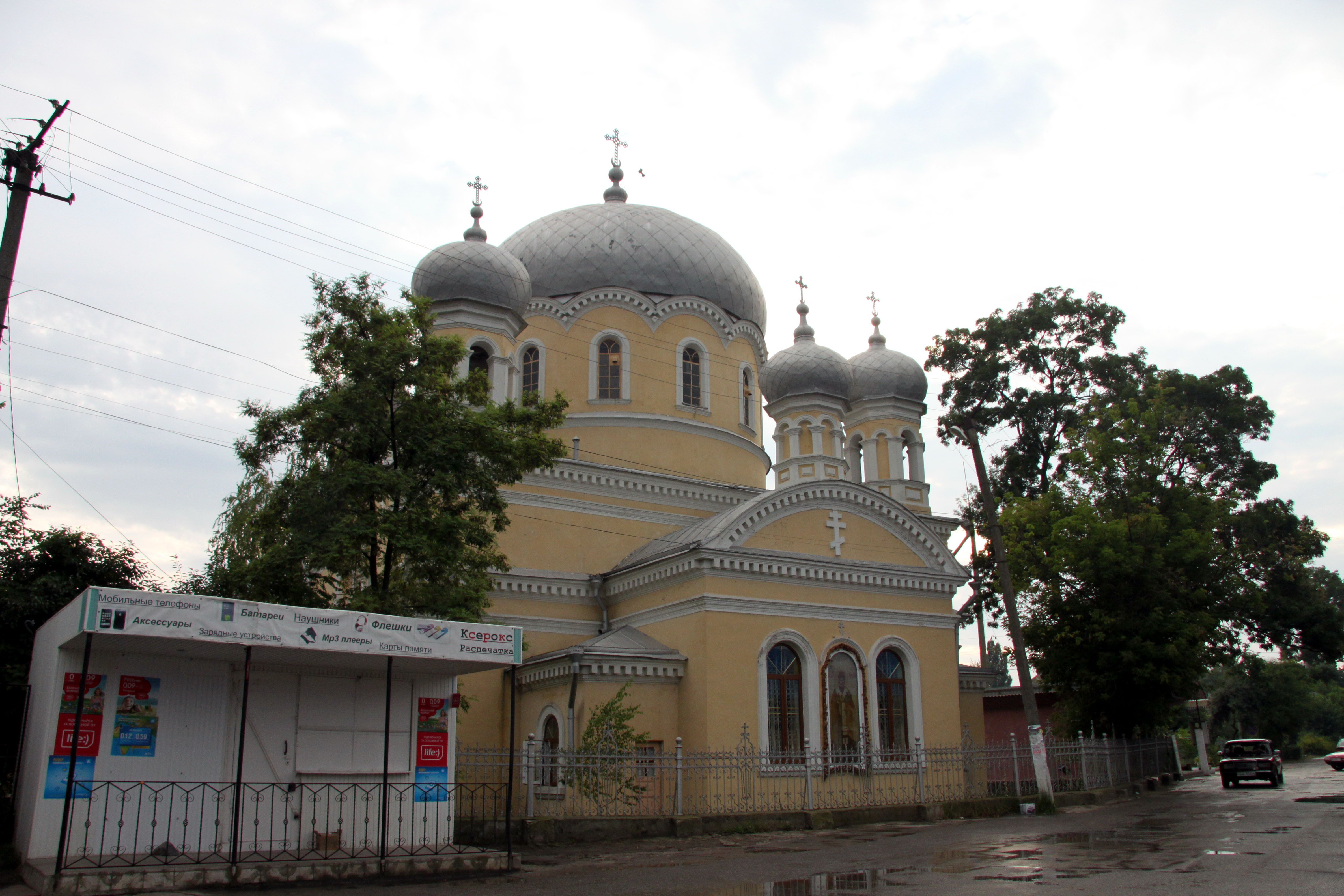
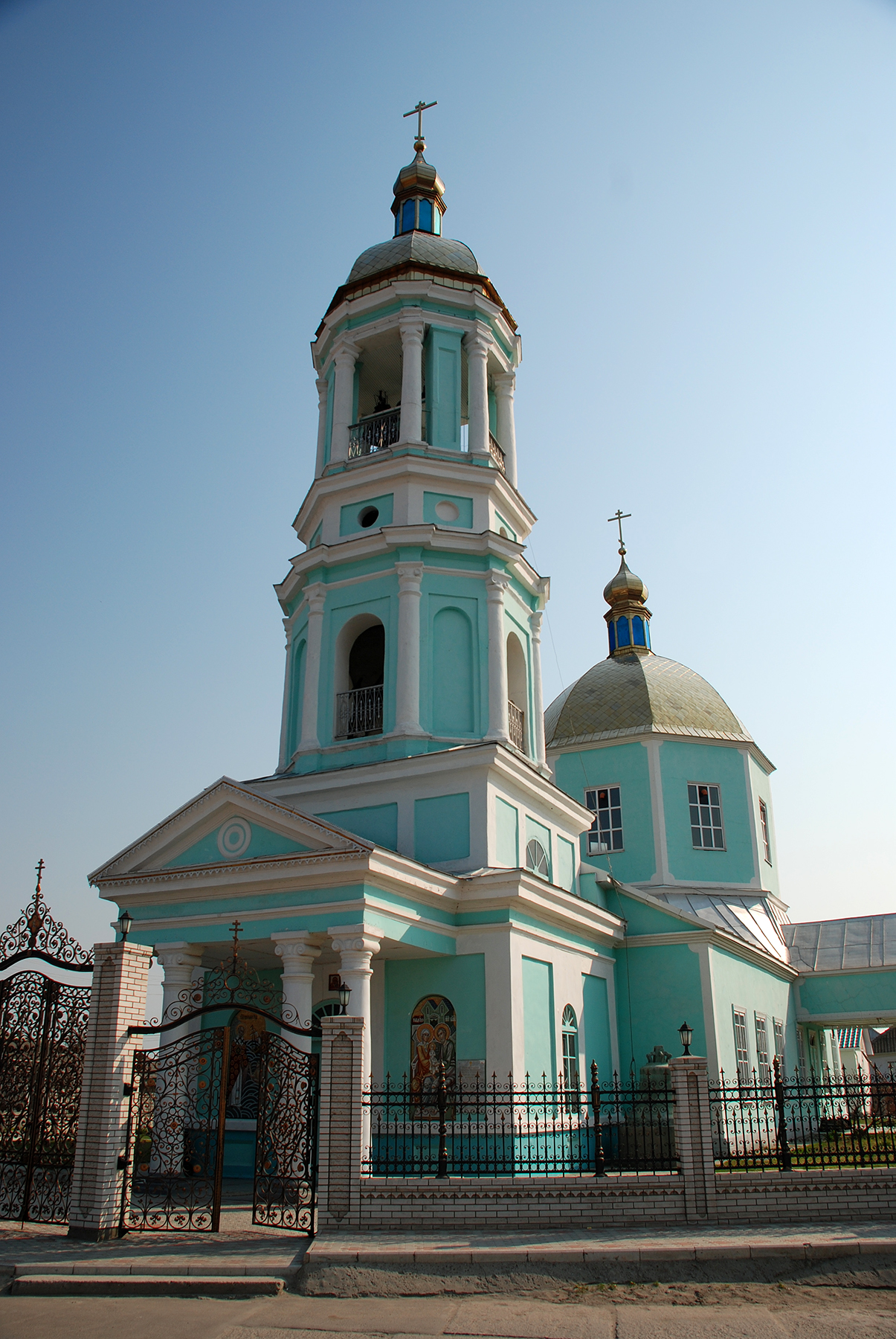
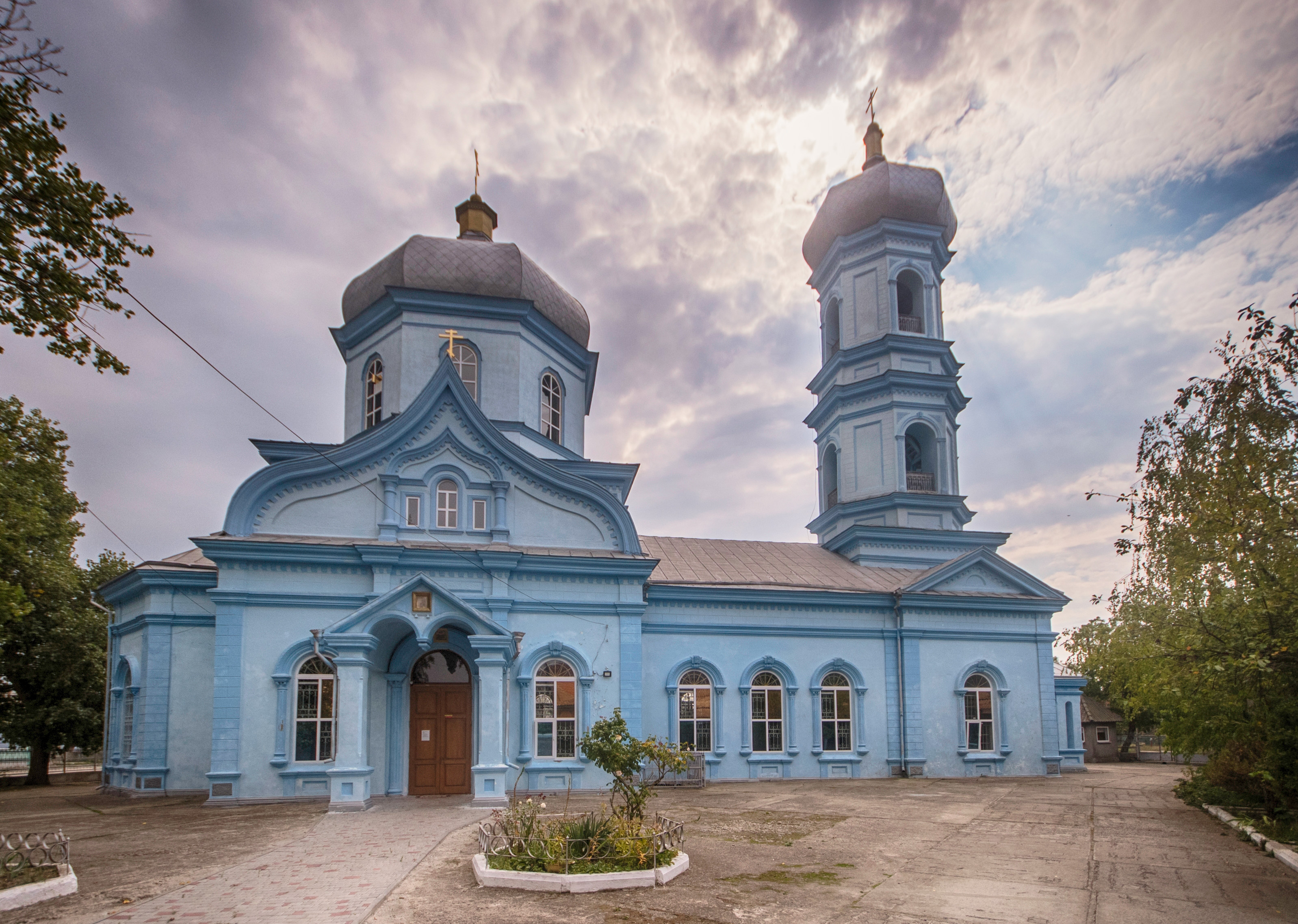